# Риоха (аргентинска провинција)
Риоха (шп. La Rioja) аргентинска је провинција смештена на западу земље. Према северу се граничи са провинцијом Катамарка, према западу са провинцијом Сан Хуан и Чилеом, према југу се граничи са провинцијом Сан Луис, према истоку са провинцијом Кордоба. Главни град је Риоха.